# Thurston Moore
Thurston Moore (1958. 25. srpnja) američki je gitarist i kantautor. Najveću je slavu stekao kao gitarist rock grupe Sonic Youth i Chelsea Light Moving. Ostvario je i aktivnu samostalnu karijeru u kojoj je izdao 9 albuma.

## Diskografija
- Psychic Hearts
- Piece for Jetsun Dolma
- Lost to the City
- Root
- Promise (koos Evan Parkeri ja Walter Pratiga)
- Three Incredible Ideas
- Trees Outside the Academy
- Demolished Thoughts
- Chelsea Light Moving – Chelsea Light Moving, 2013

## Vanjske poveznice
- sonicyouth.com/thurston